# Pieter Schrassert Bert
Pieter Schrassert Bert (Rosmalen, 26 september 1980) is een Nederlandse voormalig voetballer en voetbaltrainer.
Schrassert Bert doorliep de jeugdopleiding van PSV en ging later naar FC Den Bosch alwaar hij in het seizoen 1998/99 debuteerde onder hoofdtrainer Martin Koopman. 40 seconden nadat hij mocht invallen scoorde hij voor de Bosschenaren tegen Go Ahead Eagles en is daarmee één van de snelste doelpuntenmakers van de club als invaller. Verder dan drie optredens voor de ploeg uit 's-Hertogenbosch kwam hij niet.
Na omzwervingen via KFC Schoten SK en DESK kwam hij uiteindelijk bij de amateurs OJC Rosmalen, waar hij ook aan de slag ging als jeugdtrainer. Daarnaast ging hij zaalvoetballen bij FCK De Hommel uit Berlicum.
Anno 2023 is Schrassert Bert actief als jeugdtrainer in de rol van bondscoach van Nederland JO16.

## Statistieken
| Seizoen   | Club         | Wedstrijden | Doelpunten | Competitie     |
| --------- | ------------ | ----------- | ---------- | -------------- |
| 1998-1999 | FC Den Bosch | 2           | 1          | Eerste divisie |
| 1999-2000 | FC Den Bosch | 0           | 0          | Eredivisie     |
| 2000-2001 | FC Den Bosch | 1           | 0          | Eerste divisie |